# Pietro Mittica
Pietro Mittica (Pizzo, 17 maggio 1915 – Pordenone, 6 dicembre 2003) è stato un militare italiano, carrista ed eroe della guerra d'Africa.
Dopo avere frequentato il terzo corso inferiore della Scuola industriale e artistica di Siena, nel 1933 si era arruolato volontario nel 30º Reggimento di fanteria. Promosso sergente nel novembre 1934 e sergente maggiore l'anno successivo, fu trasferito nel 1937 al 1º Reggimento Fanteria Carrista. Infine fu destinato al 32º Reggimento Fanteria Carrista "Ariete" nel novembre 1938.
Nel giugno 1940, allo scoppio della seconda guerra mondiale, partecipò dapprima alle operazioni sul fronte alpino, poi, con il 4º Reggimento Carrista, partì per l'Africa settentrionale, combattendo nelle battaglie di Sollum, Sidi, el Barrani, Marsa Matruch, Bardia e Tobruch. Ferito in combattimento il 21 gennaio 1941 e catturato dal nemico sul campo, venne in quell'occasione insignito di Medaglia d'oro al Valor militare. Rientrò in Italia solo nel marzo 1945, dopo una deportazione in Palestina e in India, e venne ricoverato all'ospedale militare di Gioia del Colle.
Nel settembre del 1945, completamente ristabilito, fu riassunto in servizio e trasferito alla scuola di fanteria di Cesano in qualità di allievo istruttore armi e tattica, specialità di cui sarà poi istruttore nel 336º Reggimento Fanteria. Nel successivo mese di febbraio 1946 venne inviato alla Scuola della motorizzazione come istruttore automobilista e dall'ottobre quale istruttore di armi e tattica presso il CAR di Siena.
Nel luglio 1948 fu promosso maresciallo e quindi traslato alla Scuola carrismo per il Comando della Brigata Corazzata Ariete (1949), a Pordenone, dove risiederà fino alla morte, raggiungendo per meriti il grado di maggiore del ruolo d'onore.
Il 13 novembre 2004 la caserma di Pordenone che ospita il comando della 132ª Brigata Corazzata Ariete (già Mario Fiore) è stata intitolata a suo nome. A lui è stata intitolata anche la base italiana a Nasiriyya in Iraq, dove i soldati dell'Ariete sono stati impegnati nella missione umanitaria denominata "operazione Antica Babilonia".